# Pterodàctil
Els pterodàctils (Pterodactylus) foren uns pterosaures, d'una longitud alar d'entre 50 i 75 cm, que visqueren a les vores dels llacs durant el Juràssic superior. Probablement eren carnívors i capturaven peixos i altres animals petits. S'han descobert fòssils d'aquests animals a Europa i Àfrica. El nom deriva de les paraules gregues ptero (alat) i dactyl (dit) i es refereix a la manera en què l'ala era suportada per un únic i llarg dit.
El gènere fou anomenat originalment Pterodactylus per George Cuvier l'any 1809. L'any 1812, Soemmering anomenà un espècimen de la mateixa espècie Ornithocephalus antiquus. El nom de Cuvier tenia preferència i l'espècimen holotipus passà a ser conegut com a Pterodactylus antiquus, que fou llatinitzat al nom actual l'any 1815.

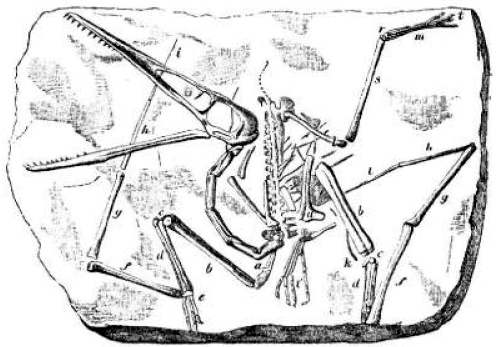
Dibuix d'un esquelet de pterodàctil.